# Zoološki vrt i akvarijum u Osijeku
Zoološki vrt u Osijeku najveći je od tri javna zoološka vrta u Hrvatskoj. Prostire se na 11 hektara na levoj obali Drave.
Direktorka zoo-vrta je Tamara Šalika-Todorović, a vrt sa 3,5 miliona kuna godišnje drži dobre standarde.

## Spoljašnje veze
- Galerija Vrta
- Sjaj i beda Vrta
- Pohvala Vrta[мртва веза]